# レフ・メフリス
レフ・ザハーロヴィチ・メフリス（ロシア語: Лев Захарович Мехлис、1889年1月1日 - 1953年2月13日）は、ソビエト連邦共産党の党員、ソ連の政治家、軍人（政治将校）。大将。国家監督相（1946年～1950年）。

## 経歴
オデッサ出身。ユダヤ人。
1918年からボリシェヴィキの党員となり、赤軍の政治業務に就く。1921年～1926年、労農監察人民委員部と党中央委員会で働く。1930年、赤色教授大学を卒業し、党中央委員会出版課主任となり、プラウダ紙の編集長となった。1934年から党中央委員会委員候補、1937年から中央委員。1937年～1940年、赤軍政治宣伝総局長兼副国防人民委員。1938年1月～1952年10月、党中央委員会組織局員。1940年～1941年、国家監督人民委員兼人民委員会議副議長。
1941年～1942年、労農赤軍政治総局長兼副国防人民委員。1942年から各軍、戦線及び沿カルパチア軍管区の軍事会議議員。
1946年、国家監督相となり、1950年、健康上の理由により退任した。第1期～第2期ソビエト連邦最高会議代議員。死後、クレムリンの壁に葬られた。